# Dwergsikkelmot
De dwergsikkelmot (Borkhausenia fuscescens) is een vlinder uit de familie sikkelmotten (Oecophoridae). De wetenschappelijke naam is voor het eerst geldig gepubliceerd in 1828 door Haworth.
De soort komt voor in Europa.